# Оукланд оукси (АБА)
Оукланд оукси (енгл. Oakland Oaks) је бивши амерички кошаркашки клуб из Оукланда, Калифорнија. У периоду од 1970. па до 1975. играли су Источној дивизији АБА лиге. Окланд је био први кошаркашки тим Западне дивизије који је освојио неко велико професионално првенство. Формиран је у фебруару 1967. године, тим је играо у АБА лиги током сезона 1967/68. и 1968/69. у Оукланд арени. Боје тима су биле биле зелена и златна.
Дана 2. фебруара 1967. године, забављач и пословни предузетник Пет Бун, затим С. Кенет Дејвидсон и Денис А. Марфи (који ће касније бити суоснивач Светске хокејашке асоцијације) добили су тим за цену од 30.000 долара. У почетку, Бун је добио 10 одсто удела у франшизи да би био председник, али је имао ограничено учешће у тимским операцијама и ретко је посећивао домаће утакмице због својих спољних интереса.
Ранији кошаркашки тим Оукланд оукса играо је у Америчкој кошаркашкој лиги 1962. године који је егсистирао у периоду од 1961. до 1962. године, заједно са бејзбол тимом који је играо скоро пола века у Оукланду, при чему су оба тима користили храст и жир на својим логотипима.

## Почетак
Тим је имао веома различите перформансе у две године постојања. У својој првој сезони, Оукси су завршили са негативним скором од 22 : 56 и имали су други најгори учинак од било ког професионалног кошаркашког тима икада у главној лиги, од 1.485 таквих тимских сезона (до 2015, према Ело систему оцењивања), само су Питсбург ајронмени 1946–1947. имали лошију годину.
Тим је био вероватно познатији због великог спора око уговора са клубом Сан Франциско вориорси из основане Националне кошаркашке асоцијације око права на суперзвезду Рика Барија него због било каквог успеха на терену. Бари, бивши НБА новајлија године који је водио Вориорсе до финала НБА лиге 1966/67, био је толико фрустриран неуспехом руководства тима да му исплати одређене подстицајне награде да није играо у сезони 1967/68. Следеће године се придружио Оуксима, предводећи франшизу до АБА шампионата 1968/69.

## Прва и последња сјајна година
Пут до шампионата водио је власник клуба, С. Кенет Давидсон, који је агресивно тражио да Рик Бари и некадашњи главни тренер Вориорс, Алекс Ханум потпишу за Оуксе, у чему је успео за тада за невиђених 85.000 долара годишње. Његови напори довели су до историјског преокрета да са последњег места сигну да заврше сезону као први. На несрећу по Барија, покидао је лигаменте у колену након што се сударио са Кеном Вилбурном на утакмици против Њујорк нетса 27. децембра 1968. Године. Бери је покушао да се врати у јануару, али је само погоршао повреду и потом је није играо остатак сезоне. Те сезоне је као резултат повреде био да је одиграо само 35 утакмица. Без обзира на то, Оакси су победили у 60 утакмица у сезони.
У плеј-офу, Оукси су надиграли Денвер рокетсе у седам утакмица у полуфиналу, а затим су победили Њу Орлеанс баканирсе у финалу дивизије и пласирали се у финале АБА где су се сусрели са Индијана пејсерсима. После поделе у прве две утакмице, Оукси су победили у трилеру за продужетке резултатом 134 : 126 и повели са 2 : 1 у серији. Затим су победили у четвртој утакмици и створили прилику за освајањетитуле у Оукланду. У петој утакмици, Оукси су победили са 135 : 131 у продужетку и освојили серију и титулу шампиона АБА лиге. Ворен Џабали је проглашен за МВП плеј-офа са 21,5 поена и 9,7 скокова по утакмици у постсезони. У девет утакмица плеј-офа у Оукленду, Оукси су у просеку имали само 3.401 посету по утакмици (укупно 30.615). Највише је било у 5. утакмици финала, где је присуствовало 6.340 гледалаца.

## Пренос власништва
Са или без Берија, тим се показао као лоша инвестиција за Буна, који је постао већински власник након што је Дејвидсон напустио групу. Упркос освајању АБА шампионата, Оукси су били неуспешни на благајни, великим делом због НБА Вориорса у непосредној близини. Тим је продат и пресељен у Вашингтон, Ди Си, за сезону 1969/70, када је и преименован у Вашингтон кепсе.
После једне сезоне у главном граду нације, франшиза се преселила у Норфолк у Вирџинији за сезону 1970/71. и постала Вирџинија сквајерс. Тим се распао након сезоне 1975/76, и тиме остао без играча и лиге због спајања АБА и НБА које се догодило само неколико недеља касније.

## Кошаркашка Кућа славних
| Чланови Оукланда у Кући славних | Чланови Оукланда у Кући славних | Чланови Оукланда у Кући славних | Чланови Оукланда у Кући славних | Чланови Оукланда у Кући славних |
| Играчи                          | Играчи                          | Играчи                          | Играчи                          | Играчи                          |
| Бр.                             | Име                             | Позиција                        | Период                          | Постављен                       |
| ------------------------------- | ------------------------------- | ------------------------------- | ------------------------------- | ------------------------------- |
| 24                              | Рик Бери                        | К                               | 1968/69.                        | 1987.                           |
| 11                              | Лари Браун 1                    | Б                               | 1968/69                         | 2002.                           |
| Тренери                         |                                 |                                 |                                 |                                 |
| Име                             | Име                             | Позиција                        | Период                          | Постављен                       |
| Алекс Хенум                     | Алекс Хенум                     | тренер                          | 1968/69.                        | 1998.                           |

Белешке:
- 1 Постављен као тренер.

## Остварења по сезонама
| Сезона              | Регуларна сезона    | Регуларна сезона    | Регуларна сезона    | Резултати у плеј−офу                                                                  | Утакмице |
| Сезона              | Победа              | Пораза              | Проц.               | Резултати у плеј−офу                                                                  | Утакмице |
| Оукланд оукси (АБА) | Оукланд оукси (АБА) | Оукланд оукси (АБА) | Оукланд оукси (АБА) | Оукланд оукси (АБА)                                                                   | Оукланд оукси (АБА)                                                                                            |
| ------------------- | ------------------- | ------------------- | ------------------- | ------------------------------------------------------------------------------------- | --- |
| 1967/68.            | 22                  | 56                  | .282                | Нису се квалификовали                                                                 | Нису се квалификовали                                                                                          |
| 1968/69.            | 60                  | 18                  | .769                | Победили у дивизијским полуфиналу Победили у дивизијским финалу Победили у АБА финалу | Оукланд оукси 4, Денвер рокетси 3 Оукланд оукси 4, Њу Орлеанс баканирси 0 Оукланд оукси 4, Индијана пејсерси 1 |